# Cerny-lès-Bucy
Cerny-lès-Bucy es una comuna francesa, situada en el departamento de Aisne, de la región de Alta Francia.

## Demografía
| 120 | 113 | 107 | 100 | 113 | 114 | 114 | 114 |
| Para los censos de 1962 a 1999 la población legal corresponde a la población sin duplicidades (Fuente: INSEE [Consultar]) |     |     |     |     |     |     |     |